# Repton (Alabama)
Repton es un pueblo ubicado en el condado de Conecuh en el estado estadounidense de Alabama. En el censo de 2000, su población era de 280.

## Demografía
En el 2000 la renta per cápita promedia del hogar era de $ 22.083$, y el ingreso promedio para una familia era de 28.281$. El ingreso per cápita para la localidad era de 12.469$. Los hombres tenían un ingreso per cápita de 29.583$ contra 18.929$ para las mujeres.

## Geografía
Repton está situado en 31°24′32″N 87°14′22″O / 31.40889, -87.23944 (31.408991, -87.239326).
Según la Oficina del Censo de los EE. UU., la ciudad tiene un área total de 0.52 millas cuadradas (1.35 km²).